# Erik Ohlsson
Erik Ohlsson (n. 20 noiembrie 1884, Malmö, Malmöhus⁠(d), Suedia – d. 19 septembrie 1980, Malmö, Malmöhus⁠(d), Suedia) a fost un trăgător de tir ce a reprezentat Suedia, medaliat olimpic. A participat la 3 ediții ale Jocurilor Olimpice (1908, 1912, 1920) în care a câștigat o medalie de argint și o medalie de bronz.